# (31923) 2000 GN73
2000 GN73 (asteroide 31923) é um asteroide da cintura principal. Possui uma excentricidade de 0.04911490 e uma inclinação de 3.73980º.
Este asteroide foi descoberto no dia 5 de abril de 2000 por LINEAR em Socorro.